# Adelophryne gutturosa
Adelophryne gutturosa är en groddjursart som beskrevs av Marinus S. Hoogmoed och Lescure 1984. Adelophryne gutturosa ingår i släktet Adelophryne och familjen Eleutherodactylidae. IUCN kategoriserar arten globalt som livskraftig. Inga underarter finns listade i Catalogue of Life.